# Jaroslav Kursa

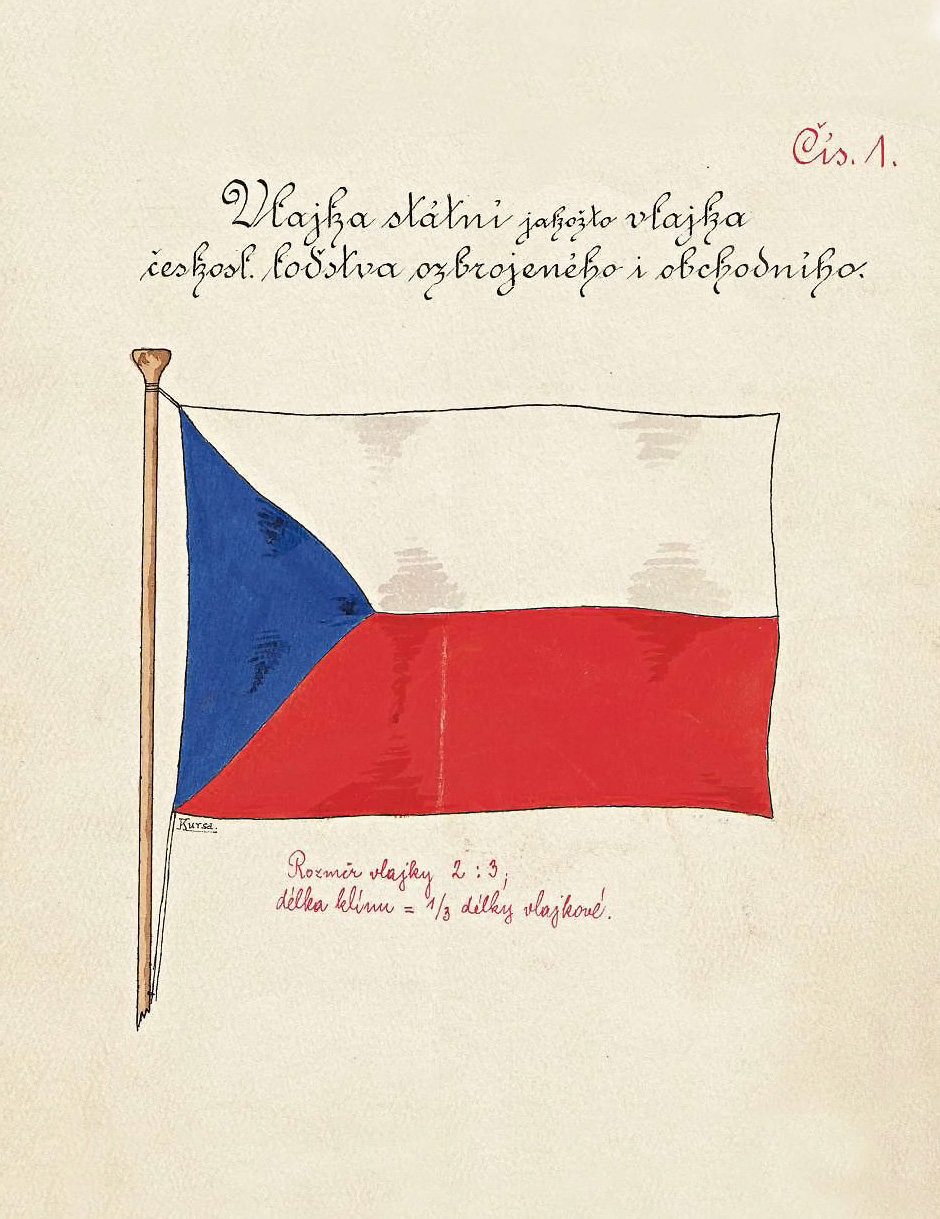
Původní Kursův návrh vlajky s klínem do třetiny délky

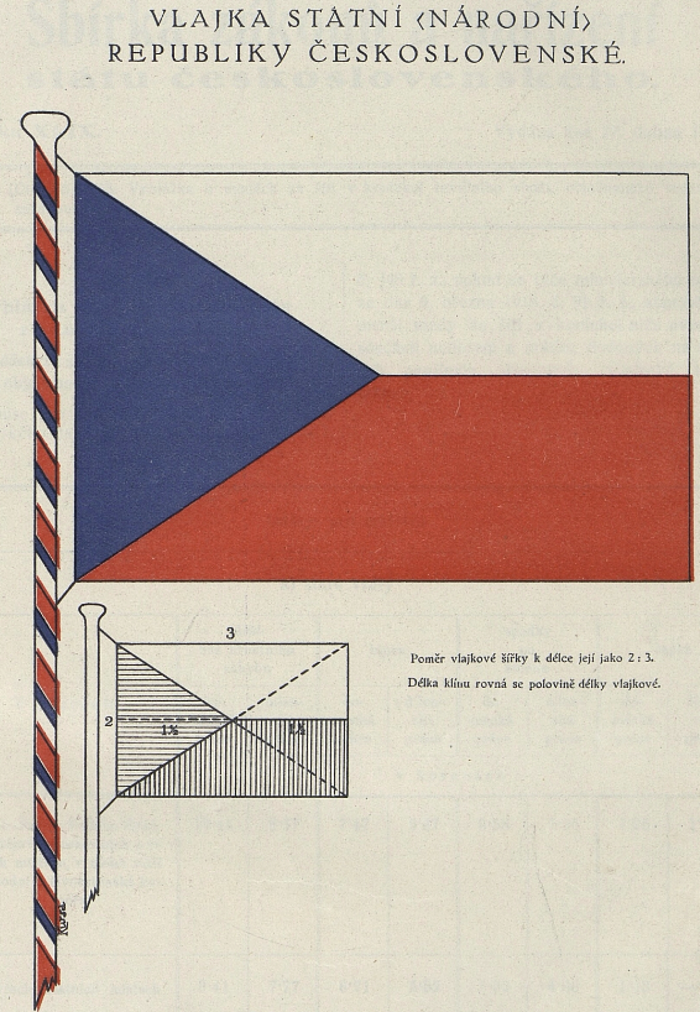
Oficiální podoba státní vlajky Československé republiky (signovaná dole podél trikolórové žerdi "Kursa") dle zákona č. 252/1920 Sb., o státní vlajce, státních znacích a státní pečeti (první republiky), identická se současnou státní vlajkou České republiky

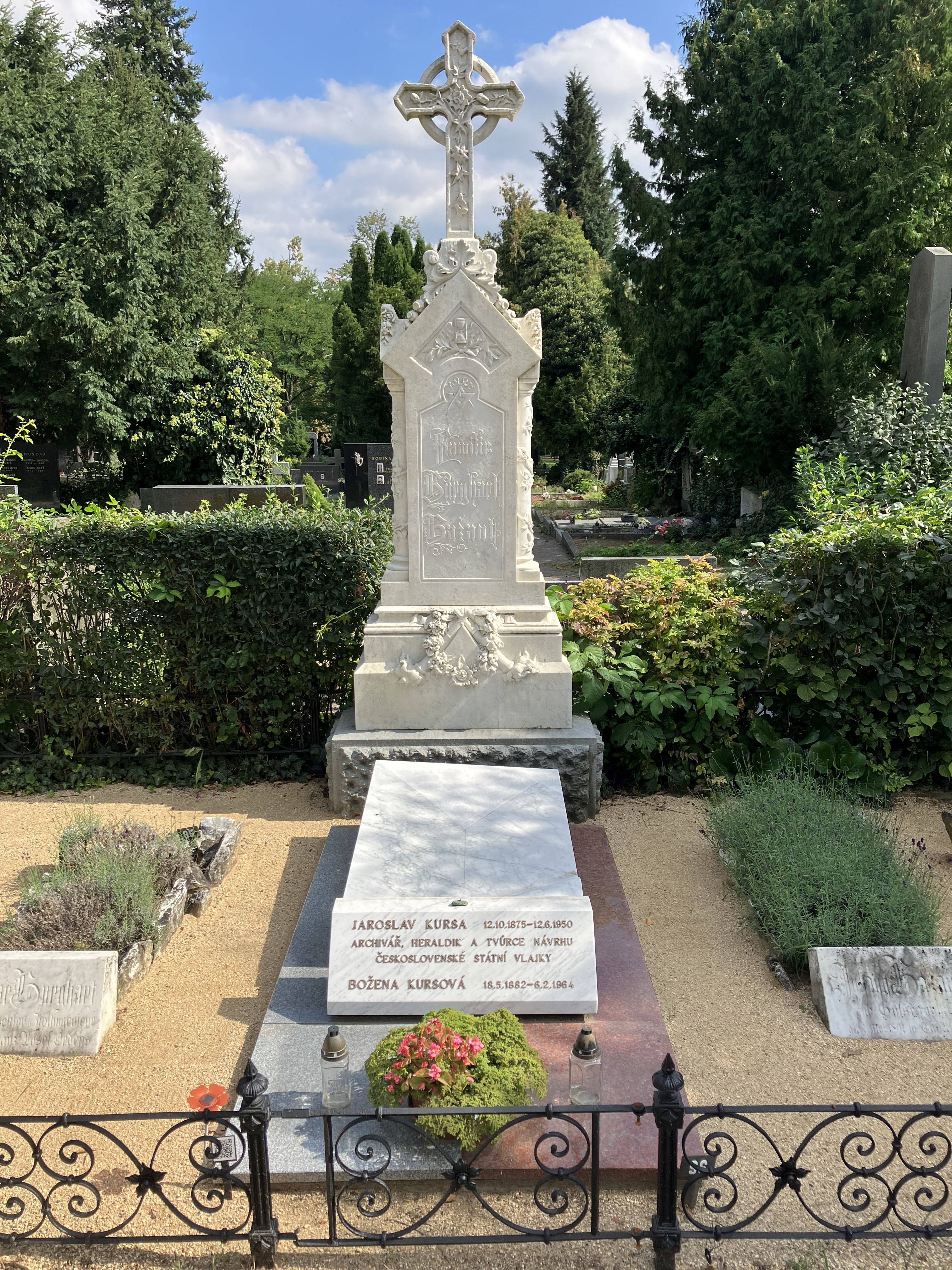
Hrob Jaroslava Kursy

Jaroslav Kursa (12. října 1875 Blovice – 12. června 1950 Praha) byl český heraldik a archivář, který je považován za tvůrce československé státní vlajky, jež je i nezměněnou státní vlajkou České republiky.

## Život
Narodil se v budově bývalé školy v Blovicích (na budově je pamětní deska) jako syn řídícího učitele Kašpara Kursy († 1896). Studoval na gymnáziu v Plzni, odkud přešel do Prahy na gymnázium v Žitné ulici. Maturitní zkoušku vykonal v Plzni.
Po smrti otce přesídlila matka se synem a dcerou Annou do Prahy, kde byla policejně hlášena od roku 1897. V letech 1894–1897 studoval Jaroslav Kursa na Filozofické fakultě české Karlo - Ferdinandovy univerzity. Ke státním zkouškám nebyl připuštěn ze zdravotních důvodů a studium neukončil. V letech 1898–1904 učil na středních školách v Českých Budějovicích a v Praze. Od roku 1909 byl zaměstnán jako kancelářský pomocník v Místodržitelském archivu v Praze, ze kterého vznikl v roce Archiv ministerstva vnitra.
V letech 1920–1922 se Kursovým pracovištěm stala Vídeň, kde členem skupiny archivářů, kteří organizovali převoz českých archiválií z rakouských archivů.
Od roku 1926 pobýval v Brně, kde se věnoval skartaci archivních spisů. Zde se 10. července 1927 oženil s Boženou Kubínovou (1882–1964), sestrou malíře Otokara Kubína (Coubine), manželství bylo bezdětné. Manželé Kursovi se odstěhovali do Prahy, Jaroslav Kursa odešel do penze v roce 1931. Okolo roku 1945 přijal zaměstnání archiváře a knihovníka Ústřední matice školské. V období 1948–1949 pracoval ještě rok jako brigádník. Zemřel ve Vinohradské nemocnici v Praze.
Po smrti manžela se Božena Kursová vrátila do Brna. Proto je pohřben na Ústředním hřbitově v Brně, sk. 10/hr. 93-9, kde jsou uloženy urny obou manželů.

## Dílo
Po vzniku samostatného státu přinesl komisi pro státní symboly v roce 1919 detailně propracovaný návrh vlajky nové republiky v podobě historické bílo-červené české vlajky doplněné modrým žerďovým klínem, původně sahajícím do 1/3 délky, který byl na doporučení člena komise ak. mal. Františka Kysely prodloužen do 1/2 délky vlajky a 30. března 1920 Revolučním národním shromážděním uzákoněn jako státní symbol.

## Posmrtné připomínky
- Původně nebylo jméno Jaroslava Kursy označeno na hrobě na Ústředním hřbitově v Brně (byla zde umístěna pouze destička se jménem manželky). V roce 2021 byl hrob opraven, doplněn náhrobní deskou symbolizující československou vlajku a jménem jejího autora.[6]
- Pamětní deska byla v Blovicích, na budově bývalé měšťanské školy, Kursově rodném domě, odhalena 28. října 2005. Desku vyrobenou z imitace bronzu vytvořil sochař Jiří Fuchs z Prahy. Vyobrazuje českou vlajku ve svislém zavěšení, na níž je vymodelována Kursova tvář a pod ní nápisy: ZDE SE NARODIL • JAROSLAV KURSA • *12. 10 1875 †12. 6. 1950 • TVŮRCE ČESKOSLOVENSKÉ • STÁTNÍ VLAJKY. Deska má přibližně rozměry vlajky (2:3), klín však nesahá do poloviny vlajky a šikmé šrafování odpovídá purpurové barvě a ne modré (vodorovné šrafování, viz Vexilologické názvosloví). Slavnostní projev přednesl starosta Jan Poduška a vexilolog Aleš Brožek. Desku odhalila Kursova praneteř Eva Sassmannová.[7]

## Spor o autorství vlajky
V 60. letech 20. století se za autora vlajky považoval akademický malíř Jaroslav Jareš. Jeho autorství ale nebylo historickými výzkumy potvrzeno. Podobnou vlajku prý použil už v roce 1918 Čechoameričan Josef A. Knedlhans. Rozhodující a prameny nesporně doložený je však autorský přínos právě Jaroslava Kursy a Františka Kysely činných v tehdejší oficiální komisi pro státní symboly (první) republiky.